# Siemens Digital Industries Software
Siemens Digital Industries Software eller Siemens Industry Software Inc er en amerikansk softwarevirksomhed, der er specialiseret i 3D & 2D Product Lifecycle Management (PLM) software. Virksomheden er et datterselskab til Siemens AG og har hovedkvarter i Plano, Texas.